# 鸣龙镇
鸣龙镇，是中华人民共和国四川省南充市西充县下辖的一个乡镇级行政单位。

## 行政区划
鸣龙镇下辖以下地区：
尖山子村、河脉桥村、丝公山村、官斗山村、白鹤庵村、响水滩村、佛尔河村、宫子山村、回龙观村、回龙场村、龙井沟村、象岩寺村、凉快垭村、三合寨村和猫尔山村。